# Refuge de la Dent Parrachée
Das Refuge de la Dent Parrachée ist eine Schutzhütte der Sektion Chambéry des Club Alpin Français in Frankreich im Département Savoie in der Region Auvergne-Rhône-Alpes. Es befindet sich im Nationalpark Vanoise auf 2511 m, im Herzen vom Vanoise-Massiv über dem Dorf Aussois. Die Schutzhütte hat Decken, Matratzen und ist mit Gas und Heizung ausgestattet.
Es liegt am Wanderweg GR 5 und gehört der Sektion Chambéry des Club Alpin Français. Von der Berghütte aus ist es möglich, den Dent Parrachée zu besteigen.